# Serra de la Solana (Beneixama)
La serra de la Solana, o de Beneixama, és una alineació muntanyenca entre les comarques de l'Alt Vinalopó, la Vall d'Albaida i l'Alcoià, al País Valencià. Amb uns 25 quilòmetres de recorregut en direcció de nord-est a sud-oest, delimitada per la Vall dels Alforins pel nord i la Vall de Biar pel sud. Rodegen la serra els pobles de Banyeres de Mariola, Beneixama, la Canyada, el Camp de Mirra, Villena, Bocairent, Fontanars dels Alforins i Ontinyent.
Forma part del Sistema Bètic valencià i es tracta d'un anticlinal calcari rodeja de dues grans depressions (els Alforins i la Vall de Biar) que han sigut reblides per materials quaternaris, formant l'estructura típica d'aquesta zona: plans en forma de corredors amb vores muntanyenques calcàries. La Solana arriba a una màxima altura de 1.013 metres sobre el nivell de la mar a l'Alt dels Tres Pinets, seguida d'altres cims com Alt del Carrascalet (1.001 m) o l'Alt de la Creueta (957 m). La serra presenta formes arrodonides i poc escarpades.
La serra enllaça amb la serra del Morrón en el seu flanc sud-oest, en terme de Villena. També en aquest sector, a l'ombria, on la serra perd alçada cap als Plans de Villena, pren el nom del llogaret de la Safra, que pertany a Villena. Per l'extrem oposat, a prop de Bocairent, el congost del riu Clariano fa la divisòria amb la serra d'Agullent. A Fontanars dels Alforins i Ontinyent és coneguda com serra de l'Ombria o d'Ontinyent, als peus de la qual es troba el paratge del Pou Clar.